# 𩻸魚堀溪
𩻸魚堀溪，位於台灣北部，屬淡水河水系，是北勢溪的支流，流域分佈於新北市坪林區中部及東南部。其源流為姑婆寮溪，發源位於海拔1,044公尺的鳥口尖山，向東北流至石𥕢，與東南方流來之石𥕢溪會合後，始稱𩻸魚堀溪，續北流經鶯子瀨、九芎林，於嶺腳坑注入北勢溪。
𩻸魚堀溪流域為臺北盆地通往蘭陽平原的傳統捷徑，著名的北宜公路 （省道台9線當中一段） 即通過此處。

## 𩻸魚堀溪主要支流
- 𩻸魚堀溪
  - 石𥕢溪
    - 碧湖溪
    - 四堵溪

  - 姑婆寮溪